# Zveza komunistov Slovenije
Zveza komunistov Slovenije je bila ustanovljena 18. aprila 1937 kot Komunistična partija Slovenije in je bila prva avtonomna podružnica Komunistične partije Jugoslavije, organizirana po etničnem kriteriju. Zavzemala se je za socialistično in komunistično Slovenijo.

## Zgodovina

### 1919: Nastanek in začetki delovanja
Komunistične partije Jugoslavije je nastala na tako imenovanem združitvenem ali velikonočnem kongresu 20. do 23. aprila 1919. 27 članov ljubljanske sekcije Jugoslovanske socialdemokratske stranke (JSDS) so izstopili iz stranke in ustanovili Slovensko socialistično stranko. Odbor je za prvega predsednika izbral Josipa Petriča, tajnica pa je postala Angela Vode. Med prvimi slovenskimi komunisti je bil tudi Anton Štebi ter brata Marcel in Jakob Žorga. Stranka je potrdila zavezanost politiki Lenina, v revolucionarnem programu so se zavzeli za oboroženo revolucijo v Jugoslaviji in nasprotovali parlamentarni demokraciji. Program je bil formalno sprejet marca 1920, ko so v Beogradu ustanovili Socialistično delavsko partijo Jugoslavije in se je vanjo vključila slovenska sekcija komunistov. Leta 1920 se je stranka preimenovala v Komunistično partijo Jugoslavije (KPJ). 
Revolucionarna vročica, ki je dobila zagon med vojaki v I. svetovni vojni, s koncem vojne ni pojenjala. Kmetje in delavci, še posebej tisti demobilizirani, ter celo aktivni vojaki so bili akterji uporov in ustanavljanj »sovjetskih republik« v letih 1918–19 v Labinu (Labinska republika), Ptuju in jugovzhodnem Banatu (Kusićka republika). Čeprav so bili ti poskusi avtonomije preprečeni, se število kmečkih in delavskih protestov ni zmanjšalo. Jeseni 1920 izbruhnejo kmečki upori (Moslavina, Posavina, Zagorje) proti kralju in proti »gospodi«. Povod za nezadovoljstvo je bil državno žigosanje živine in rekviriranje konj za vojaške manevre. Čeprav je vojska upor zatrla, so bile še naslednje leto (1921) v gozdovih precejšnje skupine oboroženih kmetov. Kljub vsemu takšni spontani in kaotični upori za oblast niso bili nevarni.

### 1920: Volitve
Na volitvah v ustavodajno skupščino 28. novembra 1920 je KPJ dobila skupno 59 mandatov (od 419), s čimer je postala tretja najmočnejša politična stranka. Največji uspeh je imela v Črni Gori (38%), zatem v Srbiji (25%). V Bosni, Hrvaški in Sloveniji je bil njen delež pod 10%. Na občinski volitvah marca in avgusta istega leta je zmagala v pomembnih urbanih središčih (Beograd, Zagreb, Osijek, Skoplje, Niš).

### 1921: Prepoved delovanja in ilegalno delovanje
Zaradi splošnih stavk v Sloveniji in Bosni (še posebej v rudnikih) je vlada kraljevine Jugoslavije v rudnikih uvedla vojaško upravo. 
Komunistična stranka na Slovenskem je z združitvijo v KPJ takrat izgubila svoj avtonomni položaj. Slovenske komuniste sta vodila generalna sekretarja KPJ Filip Filipovič in Sima Markovič. Komunisti so kot nova stranka tedaj v Sloveniji delovali le devet mesecev. 
Zaradi atentatov komunistov na visoke predstavnike jugoslovanske vlade in njihovih pozivov k oboroženem prevratu v državi ter rušenju demokratično izvoljene vlade je jugoslovanski parlament 29. decembra 1920 sprejel razglas oziroma tako imenovano Obznano s katero je prepovedal delovanje KPJ. 
28 junija 1921 bila sprejeta Vidovdanska ustava. Sprejelo jo je 223 poslancev od 285 prisotnih (skupno število je bilo 419), ostali so sejo obstruirali. 2. avgusta 1921, takoj po sprejemu nove ustave, je bil sprejet Zakon o zaščiti države, s katerim je bila vsa komunistična dejavnost prepovedana. V razlagi tega zakona so KPJ pripisali krivdo za neuspešna atentata na regenta Aleksandra in ministra Milorada Draškovića.

Zakon o zaščiti države je partijo potisnil v ilegalo in IO KPJ v emigraciji je 1921 izdal navodila o obnavljanju pokrajinskih sekretariatov KPJ. V tem vodstvu sta bili vodilni osebnosti slovenskih komunistov Lovro Klemenčič in Vladislav Fabjančič. Ko je bila 1923 drugod v Jugoslaviji ustanovljena NDSJ kot legalna oblika KPJ, je bila pod njunim vplivom v Sloveniji ustanovljena Socialistična stranka delovnega ljudstva, a je bila kmalu ukinjena in tudi v Sloveniji ustanovljena NDSJ, Klemenčič in Fabjančič pa izključena iz KPJ. Oblast je s t. i. malo obznano po spopadu z Orjuno 1924 prepovedala NDSJ, neodvisne sindikate idr. razredne organizacije, prek katerih je delovala partija. Glede nadaljnje strankine politike so se nekateri zavzemali za delovanje v reformističnih sindikatih, temu pa je drugi del vodstva nasprotoval. Zaradi razcepa so konec 1925 iz vodstva izključili Cirila Štuklja, Alojza Sedeja in Ivana Makuca.  
Velik del slovenskih komunistov je odšel v ilegalo ali pa so delovali v tujini, predvsem v Parizu, na Dunaju in v Moskvi. Konec 20. let je komunistična stranka v Sloveniji štela 450 članov, vendar brez vidnega zunanjega vpliva.
Naloge sekretarja so opravljali (nekateri po večkrat): Viktor Koleša, Lovro Klemenčič, Emil Bartulovič, Jakob Žorga, Ciril Štukelj, Aleksander Kobler, Dragotin Gustinčič, Albert Hlebec, Franc Wankmüller, Dušan Kermavner, France Klopčič.
Po navedbah protikomunističnih virov tistega časa so bili vodilni predvojni slovenski komunisti večinoma plačani agenti moskovske Kominterne in od nje tudi popolnoma finančno odvisni. Kominterna je za svoje agente urejala lažne potne liste, jih financirala in organizirala mrežo postojank v raznih evropskih mestih, kamor so se lahko umaknili v primeru nevarnosti. 
Konec leta 1931 je komunistično stranko na Slovenskem začel prenavljati še ne dvajsetletni Boris Kidrič. Po prihodu E. Kardelja iz kaznilnice je bil sestavljen začasni PK KPJ za Slovenijo in jeseni 1932 ga je potrdilo tudi začasno vodstvo KPJ. Leta 1934 so se v KPJ odločili ustanoviti Komunistično partijo Slovenije in Komunistično partijo Hrvaške. Ustanovitev KPS je bila formalna izvršitev sklepa 4. konference KPJ, ki je bila konec leta 1934 v Ljubljani. S pokrajinsko konferenco KPJ za Slovenijo septembra 1934 je bila končana organizacijska obnova KP v Sloveniji. Izvoljen je bil nov PK, ki ga je vodil Ivan Maček. Z nekaterimi kadrovskimi spremembami je deloval do spomladi 1937. V 2. pol. 1935 je naloge sekretarja opravljal Jože Marn, nato Mirko Košir, dolžnost organizacijskega sekretarja pa Josip Butinar
Ustanovni kongres KPS je potekal v strogi tajnosti ponoči s 17. na 18. april 1937 najprej v cerkvi, potem na kmetiji Barličevih na Čebinah nad Trbovljami. Vodstvo KPS je prevzel Edvard Kardelj, ki se je v ta namen vrnil iz Sovjetske zveze prek Pariza. V Moskvi se je Kardelj, kot mdr. Boris Kidrič, izobraževal na Komunistični univerzi narodnih manjšin zahoda (KUNMZ). Komunistov tedaj ni bilo več kot 250, so pa sprejeli manifest o fašistični nevarnosti – videli je niso le v zunanji ogroženosti (Španija, Italija, Nemčija), za fašizem so razglasili tudi politiko predsednika jugoslovanske vlade Milana Stojadinovića in notranjega ministra Antona Korošca. Ko je leta 1937 vodstvo KPJ prevzel Josip Broz Tito je v vodstvo jugoslovanske komunistične stranke vključil kar tri predstavnike iz Slovenije, Kardelja, Franca Leskoška in Miho Marinka.
Na ustanovnem kongresu KP Slovenije (17. in 18. 4. 1937 na Čebinah) je bil izvoljen prvi CK KPS v sestavi: 9 polnopravnih članov: Leskošek (sekretar), Butinar, Kardelj, Mirko Košir, Pepca Maček (por. Kardelj), Miha Marinko, Jože Mihelčič, Vencelj Perko, Ignac Tratar in 3 kandidati: Oskar Kovačič, Franc Salamon, Albin Vipotnik, novembra 1937 je bil v CK vključen še Tone Tomšič kot organizacijski sekretar. lzvoljen je bil tudi 5-članski sekretariat, ki so ga že pred vojno imenovali tudi biro. Kmalu je bil v CK sprejet še Stane Žagar idr.
Na konferencah KPS so sestavo CK KPS dopolnili in razširili tako, da je na začetku NOB štel okrog 25 članov. Ta CK je v NOB vodil in usmerjal vso dejavnost KPS, s tem, da so posamezni člani delovali po pokrajinah. Do leta 1941 so slovenski komunisti delovali v ilegali.

### 1941–1945: Druga svetovna vojna
6. aprila 1941 so sile osi napadle, razkosale in okupirale Jugoslavijo. Maja 1941 KP Slovenije v svojem ilegalnem glasilu Slovenski poročevalec okupacijo označi kot katastrofo za jugoslovanske narode in kritizira Hitlerjev režim ter njegove podpornike v Sloveniji. Z drugo medvojno številko Slovenskega poročevalca, izdano 8. junija 1941, se zbirajo denarna sredstva za osvobdilni fond. V tretji medvojni številki Slovenskega poročevalca, izdani 15. junija 1941, se nadaljujejo kritike okupacije. Po napadu nacistične Nemčije na Sovjetsko zvezo 22. junija 1941 so se aktivnosti stopnjevale. 4. julija 1941 je Centralni komite KPJ v Beogradu sprejel odločitev o začetku oborožega odpora proti okupatorju, predstavnikom domače oblasti in začetku revolucije. Na seji sta sodelovala tudi slovenska predstavnika Kardelj in Leskošek.

### 1945–1990: Na oblasti
Ob koncu 2. svetovne vojne so, tako kot v drugih delih Jugoslavije, kot posledica zmage partizanske vojske, ki so jo organizirali, komunisti dejansko prevzeli vso oblast, vendar sprva pod krinko oz. preobleko Osvobodilne fronte, ki naj bi zastopala interese celotnega slovenskega naroda. Uvedli so diktaturo in prepovedali delovanje vseh drugih političnih strank. Vodstvo KPS je od 1945 do 2. kongresa KPS (1948) delovalo v zoženi obliki kot politbiro. Svoje delo je organiziralo prek partijskih konferenc in stalnih in občasnih komisij in služb. CK  KPS se je začel v plenarni obliki sestajati spet v času napada Informbiroja. 
Predstavniki nekaterih strank, ki so po vojni želeli politično delovati, so bili obsojeni na Nagodetovem procesu na smrt ali dolgoletne zaporne kazni. Izjemen pojav v jugoslovanskem okviru so bili tudi Dachauski procesi, ki so bili tipični stalinistični procesi v letih 1948/49, kjer so žrtve predhodno prisilili v to, da so sodelovali pri obtoževanju samih sebe. Poleg (tehničnih) strokovnjakov so bili tarča tudi nekdanji vodilni komunisti, npr. Mirko Košir, ki je bil poslan na Goli otok, tako kot tudi Dragotin Gustinčič, ki pa ni bil procesiran. Točen čas in način usmrtitev in njihovi grobovi večinoma še danes niso znani. Njim podobni so se približno takrat odvijali v vzhodnoevropskih državah in so bili protijugoslovansko in protizahodno nastrojeni. Za njih je značilno, da so potekali proti članom KPS, ki so bili obtoženi sodelovanja z Gestapom v času njihove internacije v nemških koncentracijskih taboriščih.
Po tem, ko se je Jugoslavija po letu 1948 postopoma osamosvojila od sovjetske hegemonije in začela ravno pod odločilnom vplivom slovenskih komunistov uvajati reforme in eksperimente, s katerimi se je poskušala vrniti k izvorom socializma z uvedbo najprej delavskega sampoupravljanja, preimenovanjem v Zvezo komunistov, potem pa začela uvajati izvirne rešitve na popolnoma vsa področja ekonomskega, političnega in družbenenga sistema, vse do "integralnega samoupravljanja", ki je doseglo svoj vrhunec sredi 70. let, a je bilo neučinkovito, saj je bilo umetno vsiljeno "od zgoraj". Komunisti se namreč nikoli niso odrekli leninistične paradigme monopola oblasti in s tem povezanega pojma "diktatura proletariata", kakorkoli že je bil ta različno interpretiran oz. uradno ideološko utemeljevan, kar pomeni, da so imeli bolj ali manj izrazit vpliv na vse sfere in segmente družbe, čeprav je bil ta v primerjavi z drugimi socialističnimi državami bolj zamegljen oz. netransparenten in bolj "občasen". Od 60. let naprej se je uveljavljalo tudi ločevanje vodilnih državnih in izključno političnih (partijskih) funkcij. Samostojen statut je ZKS sprejela šele na svojem 6. kongresu decembra 1968.  
CK KPS je imel po prevzemu oblasti tudi svoje stalno izvršilno politično telo (sprva sestavljen "ad hoc", po 1948 pa izvoljen) politbiro CK, nato po 1952 izvršni komite (IK CK) do reorganizacije oktobra 1966, ko je bilo (po vzoru reorganizacije vodstvenih organov CK ZKJ) izvoljeno predsedstvo CK ZKS in njegov IK ter od konca leta 1968 sekterariat, po 1974 pa spet predsedstvo z ok. 22 člani, ki je imelo 1974-78 ožje izvršilno telo - izvršni komite, nato pa izvršne sekretarje številčno spet na 13 članov zmanjšanega predsedstva, ki jih je koordiniral sekretar predsedstva in formalno niso bili člani le-tega.   
Do reorganizacije ZKS 1966 je bil na čelu ZKS (politični) sekretar (skupaj z organizacijskim in občasno še drugimi sekretarji), odtlej pa predsednik CK ZKS in sekretar CK. Do 1964 je bil poleg političnega voljen tudi organizacijski sekretar, nato do 1966 več sekretarjev za posamezna področja, potem pa je bila (poleg predsednika) uvedena funkcija sekretarja političnega izvršilnega organa (predsedstva, sekretariata oz. IK) CK ZKS. Med 6. in 7. kongresom ZKS je bila ustanovljena še konferenca ZKS.
Po ustavi iz leta 1974 je bil predsednik CK ZK vsake jugoslovanske federalne enote oz. CK ZKJ na državni ravni, avtomatično - "po funkciji" tudi član Predsedstva republike, avtonomne pokrajine ali SFRJ (do 1980 je bil to Tito), pa tudi predsednik Komiteja za splošno ljudsko obrambo in družbeno samozaščito. 
Vodilne osebnosti KPS po prevzemu oblasti (oz. ZKS, kot se je po zgledu ZKJ preimenovala leta 1952) so bile poleg Edvarda Kardelja in Borisa Kidriča še Miha Marinko, Franc Leskošek, Aleš Bebler, Boris Kraigher, Ivan Maček, Lidija Šentjurc, Vida Tomšič, Stane Kavčič, Viktor Avbelj, Jože Potrč, Janez Hribar, Vladimir Krivic, Boris Ziherl, po  preselitvi iz Trsta v l. 1947 še Ivan Regent, kasneje pa mdr. Sergej Kraigher, Janko Rudolf, Albert Jakopič, Janez Vipotnik, Mitja Ribičič, France Popit, Roman Albreht, Tine Remškar, Stane Dolanc, Andrej Marinc, Franc Šetinc, Vinko Hafner, Boris Majer, Jože Smole, Marjan Orožen, Miha Ravnik, Milan Kučan, ki je bil predzadnji predsednik ZKS, Ciril Ribičič pa zadnji (že preimenovane v ZKS-SDP).
Nekateri vidnejši komunisti, odstranjeni iz politike v najbolj znani "čistki" t. i. partijskih liberalcev leta 1972, ko so vzvode oblasti spet prevzeli starejši in "preizkušeni" kadri, so bili poleg Staneta Kavčiča mdr. Tone Kropušek, Franček Mirtič, idr., ki so nadaljevali kariero v gospodarstvu, medtem ko se jih je nekaj, kot npr. Stane Kranjc, dokončno preusmerilo v akademsko sfero, ali pa so bili že delno v njej (Zdenko Roter).
Kongresi KPS oz. ZKS so bili po vrsti v naslednjih letih: 2. 1948,  3. 1954, 4. 1959, 5. 1965, 6. 1968, 7. 1974, 8. 1978, 9., 1982, 10. 1986 in 11. 1989.

### 1990–: Demokratična tranzicija v Sloveniji
Z razpadom Socialistične federativne republike Jugoslavije oziroma z ustavno ukinitvijo njene "vodilne vloge" v političnem sistemu je postopno razpadla tudi Zveza komunistov Slovenije. Pred prvimi demokratičnimi volitvami leta 1990 je ZKS napovedala "sestop z oblasti" in spremenila svoje ime v stranko Zveza komunistov Slovenije – Stranka demokratične prenove (ZKS-SDP) in s programom "Evropa zdaj" na volitvah med posameznimi strankami dobila celo relativno večino glasov. Stranka ZKS-SDP se je maja 1993 skupaj z Delavsko stranko, Socialdemokratsko unijo (SDU) in dvema močnima skupinama iz tedanje Socialistične stranke in Demokratične stranke upokojencev (DESUS) na združitvenem kongresu združila v Združeno listo socialnih demokratov (ZLSD). ZLSD je leta 1995 tudi formalno sprejela socialdemokratski program. Stranka se je v naslednjih letih pričela angažirati v mednarodnih povezavah socialdemokracije kot so Stranka Evropskih Socialistov ter Socialistična internacionala. Leta 2005 je stranka spremenila svoje ime v današnjo obliko Socialni demokrati in nadaljuje svoje delovanje v okviru modernih levosredniskih demokratičnih gibanj v Evropi.  
Po nastanku samostojne Slovenije je bila ustanovljena tudi stranka z imenom Komunistična partija Slovenije, ki bi naj sicer nosila ideološko kontinuiteto svoje predhodnice, vendar nima uradnega pravnega nasledstva in kadrovske kontinuitete ZKS, to ima namreč stranka Socialni demokrati (SD).

## Seznam sekretarjev oz. predsednikov KPS/ZKS:
- Franc Leskošek (1937–1945) (politični sekretar)
- Boris Kidrič (december 1945–junij 1946) (politični sekretar)
- Miha Marinko (1946–1966) (sekretar oz. od 1958 politični sekretar)
- Albert Jakopič (oktober 1966–december 1968) (predsednik predsedstva CK)
- France Popit (december 1968– april 1982) (predsednik CK)
- Andrej Marinc (april 1982– april 1986) (predsednik CK)
- Milan Kučan (april 1986– december 1989) (predsednik CK oz. predsednik predsedstva CK)
- Ciril Ribičič (december 1989–1990 oz. 1993) (predsednik predsedstva CK ZKS-SDP oz. po 1990 samo SDP)